# Odunayo Adekuoroye
Odunayo Folesade Adekuoroye (Akure, 1993. december 10. –) nigériai szabadfogású női birkózó. A 2017-es birkózó-világbajnokságon ezüstérmet, valamint a 2019-es birkózó-világbajnokságon és a 2015-ös birkózó-világbajnokságon bronzérmet nyert az 55, 57 és 53 kg-os súlycsoportokban, szabadfogásban. Ötszörös Afrika-bajnok birkózónő. Részt vett a 2016. évi nyári olimpiai játékokon.

## Sportpályafutása
A 2019-es birkózó-világbajnokságon a selejtezők során a vietnámi Thi My Trang Nguyen volt ellenfele, akit 10-0-ra legyőzött. Ezt követően a nyolcaddöntők során a francia Mathilde Hélène Riviere, volt ellenfele, akit szintén 10-0-ra legyőzött. A negyeddöntők során az Észak-koreai Csong Inszon (Jeong In-seon) (정인선) volt ellenfele, akit 12-2-re legyőzött. Az elődöntő során azonban a japán Kavai Riszako 6-1-re győzött ellene. Viszont a japán birkózónő bejutott a döntőbe, így folytathatta a versenyzést. 
Az 59 kg-os súlycsoport bronzmérkőzésén a moldovai Anastasia Nichita volt az ellenfele. A mérkőzés 10–0-ra megnyerte.